# CTOL
 (avril 2016).
Si vous disposez d'ouvrages ou d'articles de référence ou si vous connaissez des sites web de qualité traitant du thème abordé ici, merci de compléter l'article en donnant les références utiles à sa vérifiabilité et en les liant à la section « Notes et références ».

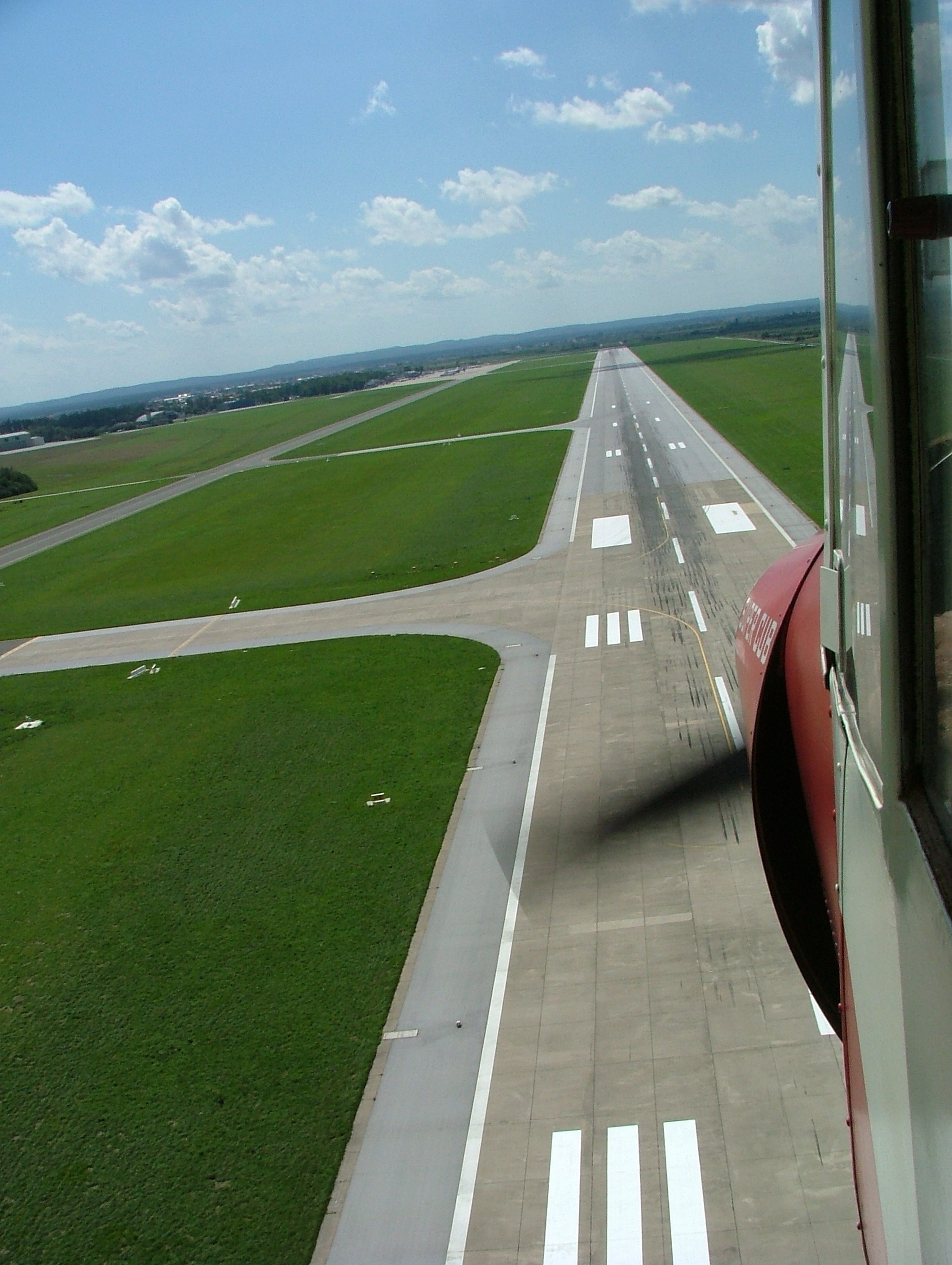
Piste de décollage/atterrissage.Aéroport de Zagreb, Croatie

CTOL (acronyme de l'Anglais "Conventional Take-Off and Landing"), est le processus par lequel un avion conventionnel décolle et atterrit sur une piste.
À mettre en parallèle (ou opposition) avec le VTOL (acronyme de l'Anglais "Vertical Take-Off and Landing") ou STOL (acronyme de l'Anglais "Short Take-Off and Landing").
Les hydravions utilisent l'eau à la place d'une piste.